# Jens Malling
Jens Henrik Peder Arnold Malling, född 11 april 1909 i Hedvig Eleonora församling, Stockholm, död 25 januari 1969 i Storkyrkoförsamlingen, Stockholm, var en svensk diplomat.

## Biografi
Malling var son till överstelöjtnant Henrik Malling och Ingrid Asklund. Han tog studentexamen i Lund 1928 och tog fil kand 1932, pol mag 1938 samt jur kand 1938. Malling blev attaché vid Utrikesdepartementet (UD) 1938 och tjänstgjorde i Rom 1938, Chicago 1939, Washington, D.C. 1940 och var tillförordnad andre vicekonsul i New York 1943 samt andre sekreterare vid UD 1944. Han var förste vicekonsul i Hamburg 1946, förste legationssekreterare och tillförordnad chargé d’affaires i Wien 1946, förste sekreterare vid UD 1948, legationsråd och chargé d’affaires i Tel Aviv 1953. Malling blev sändebud där 1956 och i Jakarta och Manila 1956–1959, även Kuala Lumpur 1958–1959. Han var minister vid FN-delegationen i New York 1959, resident vid representationen för FN:s tekniska biståndsverksamhet i Irak 1959–1961 och ambassadör i Rio de Janeiro 1961–1965 samt i Haag från 1966 fram till sin död 1969.
Malling var även sekreterare i riksdagens utrikesutskott 1950 och medlare vid Neutrala nationernas övervakningskommission i Korea 1955. Han blev hedersordförande i Svensk-brasilianska handelskammaren 1961. Jens Malling är begravd på Norra kyrkogården i Lund.

## Utmärkelser
Mallings utmärkelser:
- Riddare av Nordstjärneorden (RNO)
- Kommendör av Argentinska förtjänstorden Al Merito (KArgAM)
- Kommendör av Brasilianska Södra korsets orden (KBrasSKO)
- Kommendör av Norska Sankt Olavsorden (KNS:tOO)
- 2. klass av Italienska orden Stella della Solidarieta (ItSolSO2kl)
- Officer av Spanska civilförtjänstorden (OffSpCfO)
- Riddare av Mexikanska Örnorden (RMexÖO)